# NGC 6220
NGC 6220 је спирална галаксија у сазвежђу Змијоноша која се налази на NGC листи објеката дубоког неба.
Деклинација објекта је - 0° 16' 30" а ректасцензија 16h 47m 13,2s. Привидна величина (магнитуда) објекта NGC 6220 износи 13,9 а фотографска магнитуда 14,7. NGC 6220 је још познат и под ознакама UGC 10541, CGCG 25-4, NPM1G -00.0524, PGC 58979.